# Meč

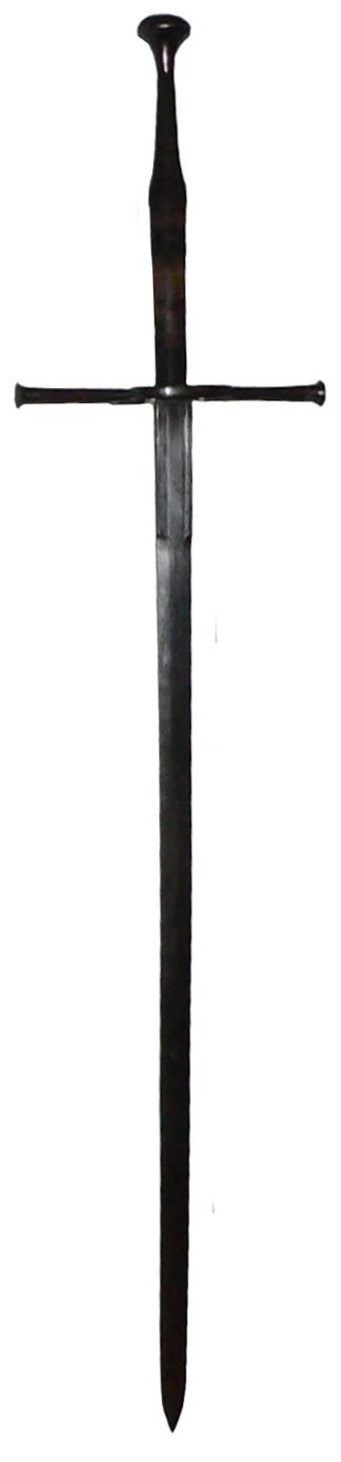
Dvojruční meč, Švýcarsko, 15.–16. století

Meč je jednou z nejstarších zbraní. Slouží především jako zbraň sečná, ale i bodná. Byl jednou z hlavních osobních zbraní po celý starověk a středověk. Až na přelomu středověku a novověku ho začaly vytlačovat palné zbraně.
Zhotovuje se z kovů a jejich slitin, nejčastěji ze železa, oceli nebo bronzu. Meč byl mnoho set let považován za prestižní zbraň, jejíž vlastnictví bylo v mnoha ohledech považováno za výsadu urozeného stavu rytířů a odznak bohatství.
Meč se typicky skládá ze dvou částí – čepele a jílce.
Čepel je zpravidla přímá a dvojbřitá – broušená po obou stranách, bývá zakončena hrotem (někdy zakulaceným), má velké rozpětí délky (až 1,5 m) a maximálně do 10 centimetrů šířky.
Zdobena obvykle nebývá. Pokud ano, jde nejčastěji o jednoduchou rytinu, znak (často kříž), ornament, jméno, bojový pokřik nebo osobní heslo (devisu) majitele. Rytina může být zvýrazněna měkčím kovem (stříbro, zlato, olovo, měď) zatloukaným do prohlubní, zbroušeným a leštěným, technika se nazývá taušírování. U středověkých křesťanských mečů může být v blízkosti záštity proražen malý otvor ve tvaru kříže. U čepelí z damaškové oceli se projevují dvoubarevné stopy.
U evropských mečů má čepel zpravidla charakteristický tvar a podélně jí prochází jeden nebo více „žlábků“. O tomto „žlábku“ se často tvrdí, že měl lépe odvádět krev, což je ale novodobý mýtus. Sloužil totiž ke zpevnění čepele v ohybu a k jejímu odlehčení, mečíř jej koval, aby pomocí něj čepel rozšířil do požadovaného tvaru. V pozdějších staletích (zhruba od 15. století) se začaly objevovat čepele se šestiúhelníkovým průřezem bez „žlábku“.
Čepel se ve všech kulturách vyráběla z nejkvalitnější oceli a byla velmi nákladná, ačkoliv zejména v Evropě také existovaly o něco méně kvalitní, zato avšak levnější meče pro hromadnější použití (např. běžné vojsko). Pro lepší meče se používaly čepele zhotovované pouze v několika střediscích. Mečíři si své umění předávali z generace na generaci a technologie před konkurencí tajili. Povolání mečíře bylo velmi ceněné.
Jílec se skládá zpravidla z křížové záštity (u některých mečů nemusí být), rukojeti a hlavice (u některých mečů nemusí být). Všechny části jílce bývaly často nákladně zdobeny. Rozpětí jejich velikosti je také značné, běžně se používaly jílce od velikosti 15 centimetrů až do jílců přesahující metr.
Křížová záštita tvoří předěl mezi čepelí a rukojetí. Původně krátký a rovný prut byl později delší, různě zdobený a pro zlepšení funkce vytvarovaný. Záštita se během vývoje na koncích ohnula směrem ke hlavici rukojeti a vytvořila takzvanou protizáštitu. Záštita znemožňovala ztrátu kontroly nad rukojetí, ale také chránila ruku před zraněním.
Rukojeť je místo za záštitou určené k držení meče. Bývaly často hodně a draze zdobeny, na jejich výrobu se používaly různé materiály.
Hlavice je zakončení jílce, měla tvar plochého medailonu, ořechu nebo para ořechu. Její primární funkce je vyvažovací. Zdobívaly ji znaky majitele, např. meč sv. Karla Velikého dal Karel IV. ozdobit znaky Římské říše a Českého království.

## Historický vývoj

### Bronzové meče

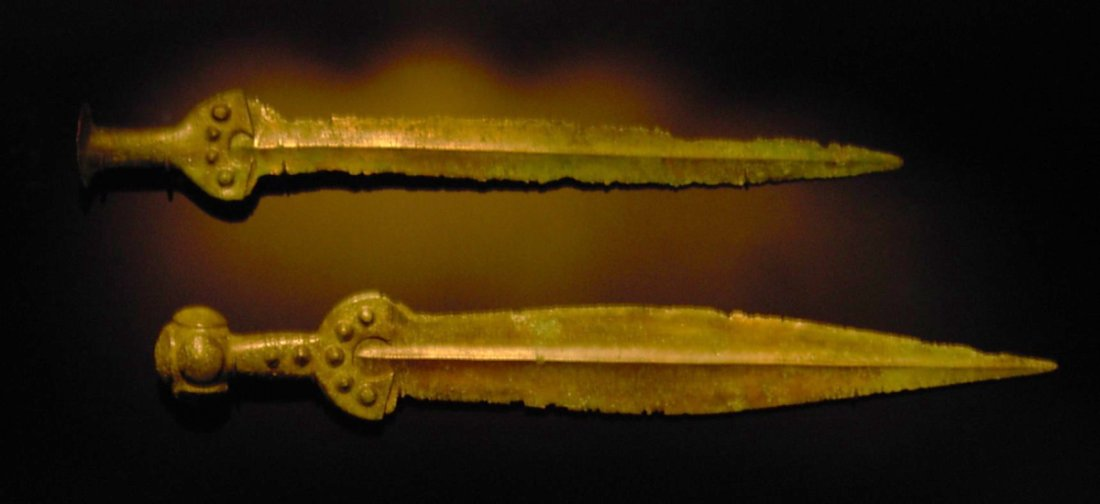
Bronzový meč typu Apa, 17. století př. n. l.

Vývoj meče byl ovlivňován hlavně pokrokem lidstva v technologiích. Vývoj technologie na zpracování kovu má svůj počátek v Mezopotámii, v období 3500-3000 př. n. l. Tyto zbraně tvarově vycházely z pazourkové dýky. Nejprve se začaly objevovat měděné zbraně, které meč sice připomínaly, ale stále ještě byly pouze dýkou. Prvním z kovů, které lidstvo začalo využívat k výrobě mečů, byl bronz. Objev bronzu s jeho možnostmi odlévání a metalurgickými možnostmi zkvalitnění kovu při použití různých poměrů příměsí znamenal, že se poprvé v historii daly zhotovit silné čepele o délce, při kterých je možno zbraň považovat za meč. Nesloužily jen k ozdobě, jak se i tvrdívalo. Tyto první meče lze považovat za převážně bodnou zbraň a jako takové byly i koncipovány. Typická je pro ně listová čepel a velmi malý jílec. Tvar těchto mečů se pak postupně měnil, jak se do nich vkládal centrální pás kvůli zvýšení kompaktnosti při bodání.
Za zajímavé lze považovat meče nalezené na řeckém území, které měly oboustranně broušenou čepel (jejich rozměry se pohybovaly mezi 60 a 90 centimetry). Tyto meče se objevily na přelomu třetího a druhého tisíciletí př. n. l. Jejich výrobci byli patrně nájezdníci z jižního Ruska, kteří se usadili na řeckém území. Tento typ meče byl pravděpodobně vyvinut, protože tito nájezdníci přišli s novou bojovou taktikou, která vyžadovala nejen bodání, ale i sekání.
Bronzové meče byly pravděpodobně drahé a byla s nimi spojena celá řada problémů, i přesto však v této době patřily k velmi silným zbraním.
Výroba zbraní tohoto typu byla velmi obtížná, hlavním problémem bylo připojení trnu (část zadního konce čepele, která prochází rukojetí) k prstenci rukojeti.

#### Konstrukce bronzových mečů
Původní měděné dýky měly zadní část čepele vloženou do rukojeti a spojenu několika malými nýty. U těchto zbraní nedocházelo k velkému pnutí, neboť sloužily pouze k bodání.
Meč má všestrannější použití, to však vede k výrazně komplikovanější konstrukci. Tento problém spočívá ve faktu, že s takovýmto mečem lze dělat více pohybů a původní řešení je nedostačující. To vedlo k dalším úpravám, které nakonec dospěly k tomu, že se v trnu vytvořila speciální drážka, do které se zasadil horní konec čepele (rameno), obě části držely pohromadě pomocí silnějších nýtů. Dalším řešením bylo odlévat čepel společně s trnem. Toto řešení mělo několik nevýhod, největší nevýhodou bylo, že bylo nutno vytvořit dřevěné či kostěné držadlo rukojeti. Takové řešení se většinou ukázalo jako nestabilní a držadlo rukojeti se často uvolňovalo. Ideálním řešením by bylo odlévat celou zbraň z jednoho kusu, ale takové odlévání přesahovalo tehdejší technologické metody. [kdy?][zdroj?]

### Doba železná
V Halštatu se začalo využívat železo, ale přestože bylo velmi drahé a vzácné, začalo se při výrobě mečů využívat velmi rychle. Z počátku byly kvalitní bronzové meče kvalitnější než železné, ale s rozvojem kovářství se brzy prosadily výhody železa. V přechodovém období se běžně objevují železné čepele s bronzovými jílci, z toho lze usoudit, že oba typy mečů byly nějakou dobu používány společně. Rozdílnost mezi litím a kováním si vynutila řadu změn v konstrukci mečů.
S větším využitím železa přišli Chetité, ale ti ho ještě nedokázali promítnout do výroby mečů. Po roce 1200 př. n. l. začali železné meče systematicky využívat Asyřané. Pro Asyřany bylo velkou výhodou, že se v tuto dobu objevila řada nalezišť železa a tak mohli vyzbrojit značný počet bojovníků relativně levně. Jejich vojenské úspěchy vedly k většímu rozšíření železných mečů.
K největšímu rozvoji ve výrobě mečů došlo mezi 9. a 6. století př. n. l. Začaly se objevovat meče s délkou přesahující jeden metr. Pravděpodobně touto dobou pronikl meč i do umění a symboliky. V tomto období byly nalezeny základní techniky výroby mečů. Je třeba si uvědomit, že tehdejší ocel byla měkká a meče neměly potřebnou pevnost, dále je třeba zdůraznit, že se často měnil tvar, proporce a vyváženost meče, čímž se sice meče zdokonalovaly, ale znalosti o problémech byly objevovány lokálně. Větší část nálezů mečů z tohoto období pochází z hrobů.

### Keltské a germánské meče
V době laténské zdokonalili Keltové kovářské techniky a proběhla u nich první dělba práce v hutnictví. To jim umožnilo zvýšit jejich produkci a stát se tak, co se výroby mečů týče, supervelmocí. Tyto zbraně byly sice relativně kvalitní, jejich nevýhodou ale byla značná měkkost. Tyto meče se v boji ohýbaly, proto je bylo nutno rovnat, čehož využívali Římané. Druhou výraznou nevýhodou bylo, že se po opakovaných úderech nekvalitně přinýtované rukojeti uvolňovaly a na trnu protáčely. Délka keltských mečů se pohybovala v rozmezí 70 a 90 centimetrů. Zajímavostí je, že v tomto období se objevily první výrobní značky, které pravděpodobně nejen sloužily k identifikaci kmene, kterému meč patřil, ale i k identifikaci místa, kde byl vyroben. V tomto období se zcela upustilo od zdobení a meč byl zcela podřízen své funkci jako zbraně. Keltští a germánští válečníci byli pohřbíváni s meči se stočenou čepelí, nejednalo se však o meče speciálně určené do hrobů, ale o běžný meč. Usuzuje se, že meče v hrobech měly bojovníkovi sloužit jako zbraň na onom světě.
V laténské době od výroby bronzových mečů se prakticky upustilo; bronz byl vzácně používán pouze pro jílec. Jedním z hlavních zdrojů našich vědomostí o výzbroji z období kolem roku 500 př. n. l. je naleziště železných zbraní ve švýcarském La Tène.

### Římské meče
Obrovský zlom v kvalitě a v systému využívání mečů nastal ve starověkém Římě, kde začaly být poprvé v historii vyráběny nejen velmi kvalitní meče, ale začalo být rozlišováno i jejich užití. To umožnilo vyrábět jiné meče pro pěchotu a jiné pro jezdectvo. Římská pěchota využívala meče gladius. Jezdectvo mívalo meče dva, od pasu dolů zavěšenou dlouhou spathu a vodorovně před tělem krátký scramasax k okamžitému použití ve funkci dýky. Takto přizpůsobené meče tvořily z římských vojsk nejlépe vyzbrojené vojenské oddíly své doby. Tyto meče i způsob jejich dělení, výroby a ovládání přijali, prakticky beze změn, Frankové a další Germáni. Jejich používání zůstalo dominantní až do 6. století.
Nepřátelé Říma dokázali navíc využívat i dlouhé meče obouruční, které svoji sílu projevily především v jezdectvu, kdy se jako velmi efektivní osvědčila taktika sekání namísto bodání.

### Vikingské meče a jejich vliv na Evropu (od 6. století do cca roku 1600)
V 6. století se v Evropě začal prosazovat nový a z hlediska boje přelomový typ meče. S tímto novým pojetím mečů přišli Vikingové. Tyto meče se směrem k hrotu zužovaly, to snížilo hmotnost meče. Čepel byla zakončena obloukovitě zkosenou špicí, proto tyto meče byly převážně sečnou zbraní. Vhodnější tvar a snížená hmotnost (obvykle 1-1,5kg), výrazně usnadnily ovládání meče. Na tomto tvaru se meč víceméně ustálil, čepel pak již měnila pouze délku a mohutnost, ale ke změnám tvaru docházelo zcela výjimečně a zpravidla se takové meče neujaly. Vývoj meče však nadále pokračoval, rozvíjel se jílec, záštita a hlavice. Podle záštity a hlavice lze meče tohoto období rozdělit na 24 – 26 skupin mečů. Pokud hovoříme o tomto období, je třeba si uvědomovat, že výroba meče byla velice drahou záležitostí a prakticky do konce 14. století převažovaly jízdní meče.
Meče vikingské éry (do 11. století) se podle tvaru čepele klasifikují většinou podle Petersenovy typologie (26 typů v 9 hlavních kategoriích I až IX). Na klasifikaci mečů od 11. století se používá většinou Oakeshottova typologie (24 typů čepelí v 13 kategoriích X až XXII). Dalším způsobem klasifikace mečů je klasifikace podle tvaru jílce, záštity a hlavice.
Zhruba v 10. století se prodloužila záštita (jsou známy exempláře se záštitou přes 25 centimetrů), čímž začala chránit celé předloktí. V průběhu 12. století se objevilo další vylepšení a záštita se postupně ohýbá směrem k hrotu, což umožňuje lepší krytí. Zároveň s tím se objevil i první náznak snahy chránit prst, právě tato snaha naznačila pozdější vývoj směrem ke koši, který našel uplatnění především u kordu. Meče vyráběné v 11. – 13. století se souhrnně označují jako románské meče.
Počátkem 14. století došlo k výraznému zlepšení zbroje, na což nutně musely reagovat i meče, protože na proražení zlepšené zbroje bylo nutno vynaložit více síly, a proto se začaly vyrábět meče, které se někdy používaly oběma rukama. Tyto meče nelze považovat za dvouruční meče, mj. i protože je používala jízda. Souběžně už v této době lze na iluminacích najít u jednoručních mečů i (riskantní) držení s ukazovákem před záštitou umožňující lepší ovládání zbraně, podobně jako u pozdějšího kordu nebo rapíru.
Ve 13. a především v 14. století se čepel meče prodloužila a zúžila, čímž meč dostal charakter bodné zbraně. S delšími meči se objevil nový problém a tím byla vyváženost meče, posun těžiště se vyřešil pomocí hlavice umístěné na jílce. Tato měla ve 13. století nejčastěji tvar paraořechu a v následujícím století převažovala zpravidla hlavice mincového typu. Ve 14. století se bodné a sečné meče od sebe oddělily a každý z mečů vypadal diametrálně jinak, velmi časté bylo, že rytíř sebou vozil oba meče. Z hlediska vývoje je zajímavý i poměrně rychlý vývoj bodných mečů směrem ke kordu. V průběhu 13. století se začal objevovat i bastard, který byl vlastně mečem určeným pro pěší. U těchto mečů vyráběných od konce 13. století hovoříme jako o gotických mečích
V 15. století se objevují i pěší meče, které mají širokou čepel a dlouhý jílec, je pravděpodobné, že právě z tohoto meče se v 16. století vyvinuly dvouruční meče. U jízdních mečů došlo v 15. století k extrémnímu prodloužení jílce.

### Historie meče po roce 1600
V 17. století se postupně prosazovaly palné zbraně, proti kterým byl meč neúčinnou zbraní. V této době meč ztratil z velké části svoji původní funkci, ale v mnoha případech zůstal jako poslední zbraň pro boj muže proti muži. Dále existovaly různé ceremoniální, popravčí nebo soubojové meče. Velmi dlouho nošeným mečem byl rapír, který nosili španělští šlechtici ještě v 18. století. Ve většině evropských zemí byl postupně nahrazen kordem nebo šavlí. V této době převažuje symbolická, případně i soubojová funkce meče (ačkoliv už existují a někde i převažují souboje s pistolí).
V 19. století začal být meč používán jako ozdoba, většina takto vystavených mečů (včetně mečů vystavovaných na hradech) jsou nefunkční kopie dvouručních mečů. I v 19. století se meč často využíval k ceremoniálním účelům, nebo byl odznakem příslušnosti k nějakému řádu. V některých kruzích stále existovaly souboje kordem nebo šavlí. Koncem tohoto století je i tato funkce meče postupně oslabována.
Ve 20. století i 21. století se meč a odvozené zbraně používají v různých šermířských kroužcích či jako součást larpů, dále se vyskytuje ve virtuální podobě v mnoha počítačových hrách. I v tomto období si meč (kord, šavle…) podržely svoji symbolickou a někdy i ceremoniální nebo rituální funkci.

### Historie mečů na území ČR

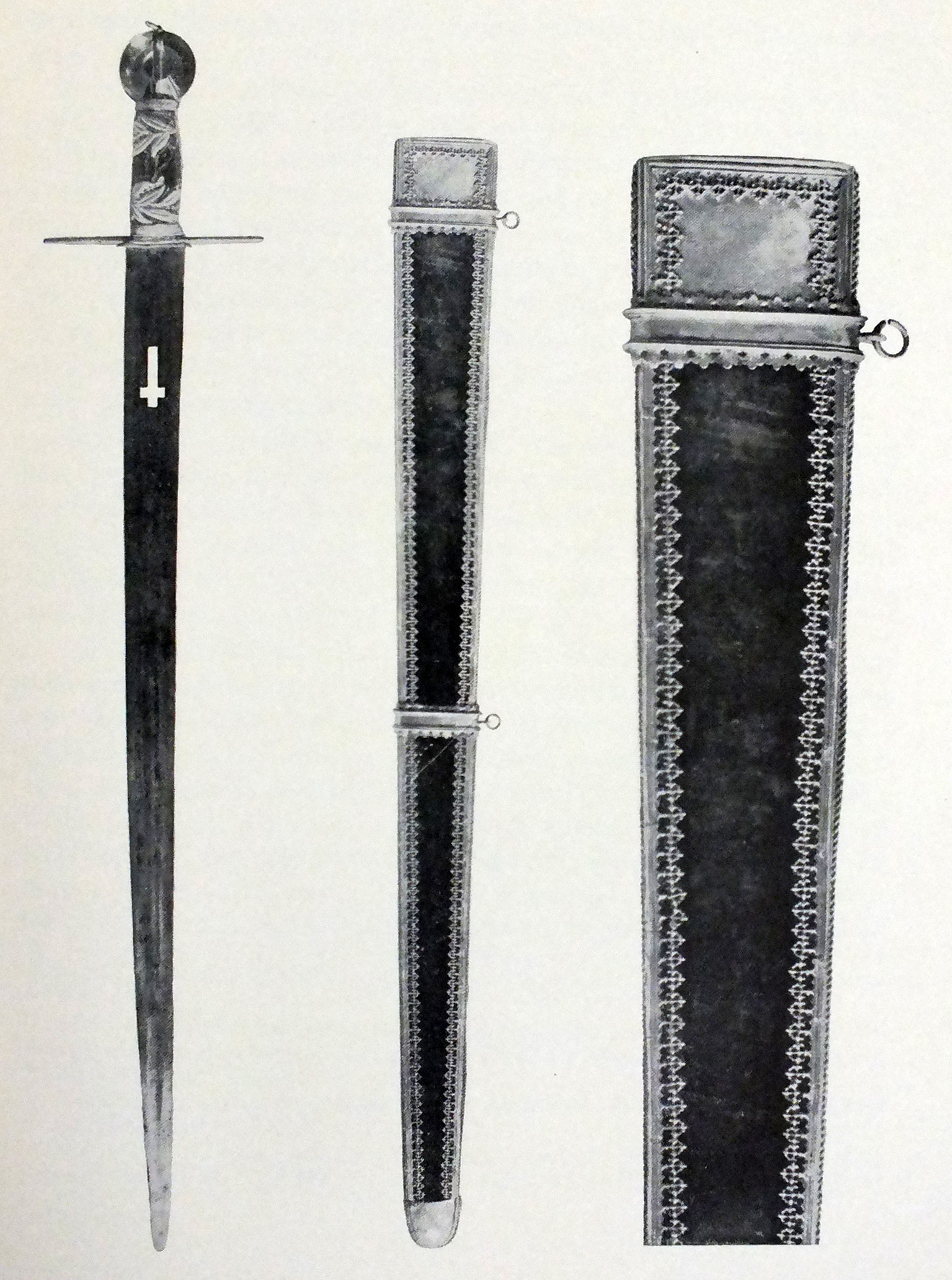
Tzv. Svatováclavský meč, kdysi používaný k ceremoniálním účelům během korunovace českých králů

Slovanské kmeny začaly meč používat v 8. století, jednalo se však o ojedinělé použití, podle archeologických nálezů se jednalo o těžké dvousečné meče západního typu. Tyto meče měly záštitu a vícedílnou hlavicí. Není známo, zda tyto meče byly dováženy, nebo zda byly vyráběny na území Velké Moravy. Nálezy z 8. století jsou opravdu ojedinělé.
V 9. století se meč objevuje častěji, přesto dominantní zbraní zůstává válečná sekera. Meče, které se na území České republiky v 9. století vyskytují, mají záštitu a jejich délka se pohybuje v rozmezí 90 až 105 a šířka mezi 5,5 až 6 centimetry. Jílec těchto mečů má hlavici, která měla vyvažovat meč, tyto meče však zpravidla nebyly dobře vyváženy, protože přestože měly hlavici, byla čepel příliš těžká. Na čepeli se objevuje žlábek a je zakončena ostrým špičatým hrotem. Tyto meče byly vyráběny dnes již téměř zapomenutou technologií svářkový damask, tuto technologii čeští kováři neovládali ani v 10. století, proto jsou tyto meče mimo vší pochybnost dovážené ze západní Evropy. V 10. století se na území ČR objevují i meče vyrobené českými kováři, tyto meče měly horší kvalitu než dovážené meče, ale byly levnější. Tento typ meče byl používán až do 12. století, kdy je zcela nahradil meč vymyšlený na území Čech, který měl záštitu ohnutou směrem k hrotu a jejíž délka přesahovala 20 centimetrů. Tyto románské meče se na území ČR používaly až do konce 14. století ačkoli již od počátku 14. století pronikal do Čech i na Moravu nový dlouhý gotický meč. Zajímavé je, že se ve střední Evropě vůbec neprosadil v západní Evropě běžně používaný krátký meč s ostrou špicí.
Pozdější gotické meče používané na území ČR neměly žádná česká specifika, jednalo se jak o meče dovážené komplet, tak o meče vyráběné zde z dovezené čepele (nejběžnější případ), nebo o meče zcela vyráběné na území ČR.
Zajímavá je i výroba mečů v 19. století, kdy byla vyrobena celá řada replik dvouručních mečů, které sloužily jako výzdoba mnoha domů či sídel. Dále byla vyrobena řada ceremoniálních mečů, určených pro různé spolky atp. Je zajímavé, že ačkoli tyto meče vynikaly v rámci národního obrození, byly ovlivněny německými meči. Tyto meče nebyly zhotovovány jako funkční, ale pouze jako ozdobné.

## Výroba mečů

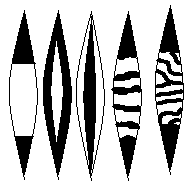
Struktura čepele, zleva: čepel s navařeným ostřím, čepel s měkkým jádrem, sendvičová čepel, protodamask, svářkový damask

### Železné meče
Železo a ocel pro výrobu mečů se před průmyslovou revolucí získávaly takzvanou přímou metodou, tedy vytavením železné rudy za použití dřevěného uhlí a stálého dmýchání vzduchu. Vzniklá tavenina tzv. koláč byla co do obsahu uhlíku značně nehomogenní, obsahovala velké množství strusky a bylo ji potřeba vyčistit. Proto se štípala na menší kusy, které se následně kovářsky svařily dohromady, vzniklý ingot se znovu rozštípal na menší kusy a ty se opět kovářsky svařily dohromady, což se opakovalo tak dlouho, jak bylo potřeba. Tento postup vytváří charakteristické vrstvy ve struktuře železa, případně oceli a vytvořený materiál se podle něj také nazývá jako svářkové železo. Dnes toto zpracování můžeme vidět na řezu více než sto let starých železných předmětů.
V této době rozdíl mezi ocelí a železem určovala schopnost kalení. Kalitelný materiál byl obecně považován za ocel, nekalitelný za železo.
Svářková ocel se vyráběla zopakováním postupu přímé tavby na již zpracované svářkové železo, čímž vznikl kalitelný materiál - ocel.
Obrovská výhoda tavby přímou metodou spočívala v možnosti zpracovávat jakoukoli – i nekvalitní – železnou rudu.
Čepel meče se následně kovala z kombinace železa a oceli, přičemž hlavním kritériem byla ekonomická dostupnost materiálu. První celoocelové homogenní meče se objevují až v druhé polovině 15. století, kdy již ocel nebyla tak vzácná. Z nálezů máme doložené tyto konstrukce:
Čepel s navařeným ostřím
Čepel byla vykována z měkkého železného jádra, na kterém bylo kovářsky navařeno tvrdé ocelové ostří. Tento typ čepele byl vůbec nejoblíbenější do příchodu průmyslové revoluce.
Čepel s měkkým jádrem
Čepel byla vykována z měkkého železného jádra, které bylo následně zakováno do oceli.
Sendvičová čepel
Čepel obsahuje ocelové jádro, které je na plochých stranách zesíleno navařenými železnými pásy.
Protodamask
Čepel má jádro vykováno ze svařených železných a ocelových pásů, které jsou víceméně rovné. Na jádře jsou navařeny ocelové břity. Jádro se navíc lehce naleptávalo, aby vystoupila struktura protodamasku.
Svářkový damask
Jádro je vykováno z damascénské oceli, tj. svařených a mnohokrát překládaných pásů železa a oceli, což vytváří složitější strukturu než u protodamasku. Jádro bylo opět lehce naleptáno kyselinou, aby vystoupila struktura damasku. Tento typ čepelí byl oblíben zejména v závěru starověku a raném středověku, později se od něj upouští, snad protože mechanické vlastnosti byly srovnatelné s konstrukčně jednodušší čepelí s navařeným ostřím.

## Zdobení mečů
U vikinských a franských mečů se setkáváme s hlavicemi a záštitami zdobenými rytím, rýhováním, či taušírováním.
Od 12. století se postupně objevují velmi zdobené meče, jejichž válečná funkce je v mnoha případech diskutabilní. Přesto se vyskytuje mnoho zdobených funkčních mečů. Rukojeti se zdobily různými typy ornamentů a často se vykládaly vzácnými kovy nebo perlami. Na hlavici se často objevují zákruty a zlacené zdobení. Čepel bývala zdobena zřídka, rytí nemělo zpravidla ozdobný charakter, ale věcný (např. název dílny, erb), občas se lze setkat i s výsekem, zpravidla ve tvaru kříže, který býval osazen zlatě.

## Ceny mečů
Ceny nově vyrobených mečů jsou velice individuální, záleží především na určení, lze se setkat s různými dekorativními meči, které bývají zpravidla kopiemi kopií z 19. století a jejich cena nepřesahuje deset tisíc. Výjimku tvoří repliky dělané na zakázku, kde se ale zpravidla jedná o velmi věrnou repliku konkrétního meče. Ze zahraničních mečů jsou kromě unikátních kusů, které jsou prakticky neprodejné, nejvzácnější japonské meče, které se na trhu prakticky neobjevují a lze sehnat pouze novodobé kopie.
Dalším druhem nyní vyráběných mečů, jsou meče určené pro členy šermířských skupin (historický šerm), či různé larpy atp. Cena takovýchto mečů je určována kvalitou výrobku, ale i zde lze říci, že deset tisíc přesahuje spíše výjimečně.

### Ceny nejběžnějších sběratelských mečů v ČR
Meče jsou předmětem sběratelské činnosti a jako takové jsou podle různých pravidel oceňovány. Cena jednotlivého typu meče odpovídá jeho sběratelské hodnotě.
Nejstaršími, víceméně běžně sehnatelnými typy mečů je celá řada gotických mečů. Cena takovýchto kompletních mečů začíná (údaj z roku 2006) mezi 30 a 40 tisíci Kč. Na tuto cenu se ovšem dostávají pouze meče poškozené, zpravidla velmi zkorodované. U nepoškozených exemplářů bývá cena i několikrát vyšší.
Sběratelsky běžně dostupné jsou zpravidla ceremoniální meče z 19. století, těchto mečů se zachovalo značné množství a lze je relativně běžně koupit ve starožitnictví. Cena takovýchto mečů začíná kolem čtyř tisíc korun a velmi vzácně přesahuje cenu deseti tisíc.
V České republice lze bez větších problémů sehnat velmi přesné kopie zpravidla dvouručních mečů z 19. století, které sloužily jako výzdoba domů. Tyto meče byly vyráběny jako nefunkční kopie a mají pouze dekorativní funkci, tzn. nejsou z dostatečně kvalitních materiálů a jejich provedení neodpovídá tomu, že by měly být používány. Jejich cena je velmi relativní, protože pro laika jsou nerozeznatelné od pravých mečů, jejichž cena je velmi vysoká (cena mnoha exemplářů několikrát přesahuje sto tisíc). Problémem těchto kopií je, že jsou často prodávány jako pravé meče a dosahují až cen několika desítek tisíc korun, jejich reálná cena však výjimečně přesahuje deset tisíc korun.
Nejvzácnějšími, ještě relativně sehnatelnými meči jsou meče řádu německých rytířů z 19. století. Cena kompletního nepoškozeného meče s pochvou se v roce 2006 pohybuje od 50 tisíc Kč.
Ostatní typy mečů lze koupit prakticky jen v dražbě a jejich ceny jsou vysoce individuální. Problémem z hlediska České republiky je snaha prodat tyto vzácné exempláře mimo území ČR.

## Slavné meče
Především v raném středověku byl meč považován za majetek a pro rytíře byl velmi cenný, a proto býval knězem vysvěcen - zasvěcen patronovi rytířů, nebo mu jméno dali sami rytíři. V literatuře se objevují jednak skutečné meče, jejichž činy se zveličily, a dále smyšlené meče mytických postav, které neexistovaly. Tyto obojí meče se staly legendami pro posílení bojového odhodlání vojáků. Legendární meče vystupují v písních o hrdinských činech (chansons des gestes), eposech, které se v evropské literatuře objevují zhruba od 12. století. Velkou popularitu měl rytířský román již na přelomu 13. a 14. století (například na dvoře Jana Lucemburského) a v 15. století.
- Almace, Almice, meč Jana Turpina
- Andúril, smyšlený meč z trilogie Pán Prstenů, který používá Aragorn
- Anglachel, Gurthang - černý meč, meč Túrina Turambara
- Balmung, meč Siegfrieda (Píseň o Nibelunzích)
- Courechouse, meč krále Bana
- Curetana, meč Odiera (Hoger)
- Damoklův meč
- Davidův meč
- Durandal, meč Rolanda (Píseň o Rolandovi)
- Dyrnywyn, meč Haela (Rhyderch)
- Eckesachs, meč Dietricha z Bernu (Píseň o Nibelunzích)
- Excalibur, meč krále Artuše
- Eyelander, meč Tavishe DeGroota ze hry Team Fortress 2
- Flamberg, meč Renoulda de Monteban; nebo označení dvouručních mečů
- Glamdring, meč krále Gondolinu
- Halteclere, meč Oliviera (Píseň o Rolandovi)
- Honoree, meč z artušovských legend, jeho účel i vlastnictví je poněkud složité
- Hruting, Beowulfův meč
- Chastiefol, meč krále Artuše
- Joyeuse, francouzský královský obřadní meč
- Marmyadose, meč krále Artuše
- Meč grálu, meč z artušovských legend,
- Meč Karla Velikého, obřadní meč, jeden z dochovaných mečů z období raného středověku
- Meč s podivným pásem, meč vlastnil David a později Šalamoun
- Meč Přemysla Otakara II., údajně jej vlastnil Přemysl Otakar II., má čepel pokrytou rytými značkami; Habsburkové jej používali jako obřadní meč; ve sbírce Muzea narodoweho ve Vratislavi
- Meč svatého Mauricia, meč se používal při korunovaci římských císařů
- Meč velmistra Řádu Křižovníků s červenou hvězdou, s devisou kardinála Arnošta Harracha[4] – dosud v majetku řádu v Praze.
- Murgleis, meč Gueleuna (Píseň o Rolandovi)
- Svatoštěpánský meč, údajný meč svatého Štěpána
- Svatováclavský meč, meč svatého Václava, podle posledních metalografických analýz čepel pochází z 10. století a může být autentická
- Sequence, mytický meč krále Artuše
- Szczerbiec, korunovační meč polských králů
- Tizon, meč El Cida
- Tyrving, Angantyrsův meč
- Zerwikaptur, meč z románu Henryka Sienkiewicze Ohněm a mečem

V současné době se legendární meče objevují v řadě počítačových her, nebo v fantasy literatuře, pohádkách či filmech, ale zpravidla se jedná o legendu pouze v rámci jedné hry, knihy či filmu. Nejznámější se staly světelné meče z Hvězdných válek či Aragornův (Elendilův) meč Narsil z Pána prstenů.

## Dělení mečů
Rozdělení velmi široké skupiny zbraní je obtížné, každá má určitá specifika. Základní kritéria:
- podle místa vzniku
- podle data vzniku
- podle způsobu užití (bojový, cvičný, exekutivní/popravčí, symbolický)
- podle typu, tvaru, technologie

V Evropě se většinou prezentují evropské typy mečů a ostatní typy jsou vymezovány oblastí vzniku (např. japonské meče). V tomto hesle je pojednáno hlavně o rozdělení evropských mečů.
- Symbolické významy meče: 1) náboženský 2) vlastenecký (např. Meč českého patrona sv. Václava dodává sílu celému českému vojsku) 3) ceremoniální: slouží panovníkovi nebo velmistrovi řádu k pasování rytířů; 4) ve funkci kříže: rytíři se před bojem modlí k meči zabodnutému do země. Rytířský Řád sv. Jakuba od meče (Mečový řád) byl hlavním aktérem reconquisty na Iberském poloostrově; 5) jiné: např. artistické (polykání meče) či zábavné (mečový tanec).

### Mimoevropské meče
Mimo území Evropy měl meč stejnou primární funkci zbraně, mohl se lišit v bojových technikách a v symbolickém využití. Vývoj, výroba a tvarování mečů se vyvíjely odlišně. Nelze je posuzovat týmiž měřítky jako meče evropské.

#### Japonské meče
Kromě Evropy se meč a úcta k němu nejvíce rozvinula v Japonsku, kde byla v některých ohledech meči prokazována větší úcta než v evropských zemích. Zde měl meč mnoho symbolických významů a postupně vznikla velmi složitá pravidla nejen jak s mečem zacházet, ale i jak se meč nosí, udržuje, prohlíží či jak a kde má být doma umístěn.
Meč byl v Japonsku odznakem válečníka – samuraje a jen on ho měl právo nosit. Tradice samurajů se v Japonsku udržela až do roku 1877, kdy zákonem došlo k rozpuštění samurajů jako kasty a bylo zakázáno nosit meč. I v Japonsku jsou meče rozděleny podle základních období japonských dějin a zrovna tak jako v Evropě bylo s každou epochou spojeno více typů mečů, které měly společné rysy.
Japonské meče mají velmi často jména, která mají nějakou vazbu ke své historii, tzn. k nějakému slavnému válečníkovi, který ho používal, či bitvě, ve které byl meč používán, nebo dokonce i k osobě, která jím byla zabita. Pokud je meč pojmenován po určité osobě, je to výraz obrovské úcty a pocty k danému člověku.
Meč je zařazen mezi tři japonské císařské regálie.
Často se objevuje názor že japonské meče (např. katana) byly mnohem kvalitnější než meče evropské. Evropské meče byly často na nižší úrovni než japonské. Ale to protože se v Evropě více vyrábělo levněji pro řadové vojsko. Drahé meče rytířů byly kovány ovšem mnohem precizněji, v některých případech i podobnými technikami jako meče japonské (překládání oceli). Evropská ocel navíc byla mnohem kvalitnější a to hlavně z důvodu nedostatku kvalitní železné rudy v Japonsku. Podobně tak co se týče bojového umění, tedy zacházení s mečem, evropský šerm je velice odlišný od šermu japonského. Japonský šerm se soustřeďuje hlavně na přesnost, sílu a rychlost jednotlivých seků. Evropský šerm díky dvojímu ostří skýtá více možností co se týče úhlů a počtu typů seků. Navíc přímá čepel je výhodnější k bodání. Každý byl ovšem přizpůsoben daným podmínkám a určení, jež byly v Evropě a Japonsku (či dalších zemích) odlišné. Důležité je také si uvědomit, že katana nebyla pro samuraje na bitevním poli primární zbraní. Tou bylo nejčastěji kopí yari. Katana v tomto případě byla sekundární. Hojně se ovšem využívala k osobní obraně mimo bitevní pole. To je i jeden z důvodů, proč je její čepel výrazně kratší. Tedy aby se mohla rychleji tasit. Kolem rychlého tasení tak vznikla celá forma japonského šermu zvaná iaijutsu,.

#### Orientální meče
Orient používal hlavně zahnuté meče, jako například arabský scimitar, perský shamshir, turecký yatagan a další. Předislámské íránské meče bývaly zřejmě rovné. Zahnuté čepele se v Asii začaly používat pravděpodobně pod vlivem turko-mongolských šavlí. Vývoj zde však neprobíhal tak jako v Evropě a zbraně zůstávaly dlouho v nezměněné nebo jen mírně změněné podobě, což velmi znesnadňuje datování takovýchto mečů.
- Gudara, Persie
- Kadara, perská pěchota

#### Meče z jiných regionů Asie
V Asii se meč nestal tak populární zbraní, přesto existuje značné množství typů. Jednotlivé typy se neodlišují podle doby vzniku, ale podle tvaru, neboť zde docházelo ke vzniku z evropského pohledu pro meč netradičních tvarů.
- Dhar, Barma, Thajsko
- Kampilan, Malajsie, především domorodci na Borneu
- Klevang, Malajsie
- Mandau, Malajsie, Dajákové
- Motýlí meče, původ v jižní Číně

#### Indické meče
Pro indické meče je typické, že mají kovový jílec a jsou zpravidla vyrobeny z jednoho kusu. Ačkoli i v Indii vzniklo mnoho tvarů mečů, lze říci, že jednotlivě typy se v čase téměř neměnily a přesnější datace jednotlivých kusů je téměř nemožná. Velmi časté je zkombinování meče s dýkou nebo s obrněnou rukavicí.
- Dhoup
- Firandž
- Kastane, Srí Lanka
- Khanda
- Moplah
- Navaz-chani
- Noklang
- Pata
- Pattisa
- Ram Da'o
- Sosun pattah
- Zafar takieh
- Zulfikar

#### Africké meče
Pro Afriku je meč až na výjimky velmi netypickou zbraní a jednotlivé meče se vyskytují velmi vzácně. Většina dochovaných afrických mečů pochází z přelomu 19. a 20. století.
- Chopeš, Egypt, symbol moci faraa
- Kaskara, oblast celé Sahary, především pak Súdánu
- Takouba, Tuaregové
- Šotel, Etiopie, netradiční meč tvarem podobný kose

#### Ostatní svět
- Kora, Nepál
- Paramerioun, Byzance
- Tao, nebo Dao, čínská šavle
- Tau-kien, Čína
- Jian, Čína
- Makana, Maquahuitl, Střední a Jižní Amerika, mečům podobné dřevěné či obsidiánové zbraně původních obyvatel